# Lohmann Brown
La poule Lohmann Brown, LB, est une variété métis "hybride F1" de poule produite par la société allemande Lohmann Tierzucht. Elle est issue d’un croisement entre la race Rhode Island de variété acajou et la métis (hybride F1) White Rock.
La recherche génétique a permis à la Lohmann Brown de produire un rendement optimisé de la production d’œufs de consommation et une persistance de la ponte. La variété LB est réputée pour la constance de la qualité de ses œufs et de la coloration de sa coquille.

## Description
La Lohmann est une poule à plumage roux tacheté de blanc. Elle pèse en moyenne 2 kg.
Elle pond dès l'âge de 18 semaines et peut pondre jusqu'à 320 œufs par an. La Lohmann a l'avantage de pondre toute l'année (si on l'expose à un éclairage artificiel en automne et en hiver de façon qu'elle reçoive 16 h de lumière par jour quelle que soit la saison). Les œufs à coquille résistante sont brun-roux et pèsent environ 65 grammes (calibre moyen).
Les Lohmann Brown sont rustiques et s’adaptent à leur environnement, quel que soit le mode d’élevage. Elles font également d'excellents animaux de compagnie grâce à leur caractère calme.

## Utilisation
La Lohmann Brown est très utilisée dans l'agriculture biologique et alternative en Europe car elle s’adapte bien à la vie en plein air et est très robuste[réf. nécessaire].
Elle convient également très bien à tout autre mode d’élevage.
En France, La Lohmann « Tradition », variante de la Lohmann Brown, est référencée pour une production d’œufs de consommation en Label Rouge.
Les Lohmann sont largement répandues dans le monde, quel que soit le climat.
On trouve assez facilement des poules de réforme LB de 18 mois à vendre pour quelques euros par les éleveurs qui renouvellent leur cheptel.